# Leusveld
Het Leusveld is een landhuis op het landgoed Leusveld in de Gelderse plaats Hall.
In 1911 liet Carel Anton Willem Nairac het Leusveld bouwen als jachthuis. Het gebouw is ontworpen door de Apeldoornse architect J.A. Heuvelink in een mengeling van twee bouwstijlen, art nouveau en neorenaissance. Hoewel de villa oorspronkelijk dienstdeed als tijdelijk verblijf tijdens jachtpartijen van de eigenaar, kreeg het in de loop van de 20e eeuw ook permanente bewoners. 
Het pand kent een symmetrisch vormgegeven voorgevel, zij het dat aan de westzijde een serre is aangebouwd. De ingang bevindt zich in het middenrisaliet en is bereikbaar via een portaal met een stenen trap van drie treden. Ter weerszijden van de trap liggen twee leeuwfiguren met eronder de wapens van de stichter Nairac en van zijn moeder Van Borssele. De naam Leusveld en het bouwjaar 1911 zijn op de verdieping in het middenrisaliet aangebracht. Dit middendeel van de gevel wordt bekroond door een klokkentorentje.
Het landhuis is een rijksmonument, net als het naastgelegen koetshuis en het toegangshek. Het gehele complex werd in 2001 ingeschreven in het monumentenregister vanwege de architectonische, stedenbouwkundige en cultuur-historische waarde. Het wordt als exemplarisch beschouwd voor een buitenhuis dat werd gebouwd om te dienen als jachthuis en voor de ontvangst van gasten.
Landgoed Leusveld is sinds 1971 eigendom van Natuurmonumenten, het jachthuis is verpacht ter bewoning.